# クリックエアー
クリックエアー(Clickair)はかつてスペインのバルセロナに本拠地を置いていた格安航空会社である。
スペインのフラッグキャリアであるイベリア航空によって設立された。

## 歴史
イベリア航空は、かつてはスペイン国内線ではほぼ独占状態とも言えるシェアを獲得しており、その点では特に運営に問題はなかった。
ヨーロッパにおける空の自由化が進み、1985年にライアンエアーが、1995年にイージージェットが創業して低価格な運賃を売り物にし参入したが、これらは主にEU圏内の外国とスペインの都市とを結んでいたため、国内線ではイベリアの優位は続いた。
しかし2004年、スペイン国内で初めて、純スペイン資本の格安航空会社であるブエリング航空が設立された。これは国際線以外にもスペイン国内線を数多く、しかも安価に運航したためイベリアのシェアにも陰りが出てきた。
これに対抗するため、2006年にイベリア航空やACS、イベロスターなど、スペイン国内資本の大企業が集まって格安航空会社をつくり、イベリアの一部路線(主にブエリングと同路線)をこれに移管した。
当初はCatair(カタルーニャとエアーを掛け合わせた造語)という名称で呼ばれたが、クリックエアーにすぐに名称を変更した。
2009年6月現在54都市間を運航していたが、70都市程度にまで規模を拡大する予定であった。
しかし、2009年7月9日にクリックエアー設立の契機となったブエリング航空と合併。これによりクリックエアーの名前は消滅した。

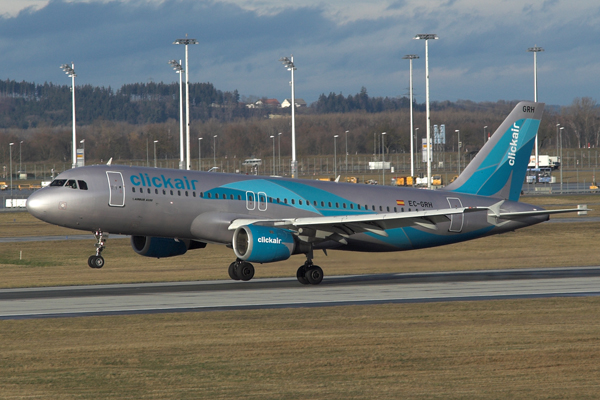
Airbus A320

## 保有機材
全機エアバスA320-200で運航する。
- エアバスA320-200　23機(1機注文中)